# Frozen Planet II
Frozen Planet II is een zesdelige natuurdocumentaireserie uit 2022, mede geproduceerd door de BBC en The Open University als vervolg op Frozen Planet, dat in 2011 werd uitgezonden. De serie wordt gepresenteerd door Sir David Attenborough met muziek van Hans Zimmer.
De serie werd gefilmd door de BBC Natural History Unit in ultra-high-definition (4K). Het productieteam, bestaande uit uitvoerend producent Mark Brownlow en serieproducent Elizabeth White, was eerder verantwoordelijk voor de bekroonde serie Blue Planet II (2017). Waar de originele serie zich voornamelijk richtte op het leven en het milieu in de Arctische en Antarctische wateren, gaat deze vervolgserie niet alleen terug naar de poolgebieden, maar ook naar de bredere cryosfeer, elk gebied op aarde waar water is opgesloten als ijs en sneeuw.
De eerste opnames begonnen in 2018, maar werden stopgezet vanwege de wereldwijde impact van de COVID-19-pandemie in 2020. In totaal omvatte de serie 2.188 filmdagen in het veld, verdeeld over 102 opnames die plaatsvonden op elk continent en in de ruimte. Gedurende vier en een half jaar gefilmd in 18 verschillende landen en tien jaar na de originele Frozen Planet-serie, werden nieuwe cameratechnologieën en -technieken ontwikkeld om het onderwerp gedetailleerder vast te leggen dan voorheen mogelijk was.
Op 22 augustus 2022 maakte de BBC bekend dat zangeres en songwriter Camila Cabello had samengewerkt met componist Hans Zimmer om een nieuw nummer getiteld "Take Me Back Home" te schrijven en op te nemen. Het nummer werd gebruikt als soundtrack voor een uitgebreide trailer van Frozen Planet II, uitgebracht door de BBC om de serie te promoten en debuteerde op 26 augustus 2022. Tijdens de "BBC Prom 54: Earth Prom", op 27 augustus 2022, werd het lied live gezongen door de Noorse zangeres AURORA, wie ook te horen zal zijn op de soundtrack van de serie.

## Afleveringen
1. "Frozen Worlds"
2. "Frozen Ocean"
3. "Frozen Peaks"
4. "Frozen South"
5. "Frozen Lands"
6. "Our Frozen Planet"